# Гропшань
Гропшань, Гропшані (рум. Gropșani) — село у повіті Олт в Румунії. Входить до складу комуни Вулпень.
Село розташоване на відстані 168 км на захід від Бухареста, 31 км на захід від Слатіни, 17 км на північний схід від Крайови.

## Населення
За даними перепису населення 2002 року у селі проживали 977 осіб, усі — румуни. Усі жителі села рідною мовою назвали румунську.